# 파 프롬 헤븐
《파 프롬 헤븐》(영어: Far from Heaven)은 미국과 프랑스에서 제작된 토드 헤인스 감독의 2002년 시대극 로맨틱 드라마 영화이다. 줄리앤 무어 등이 출연하였고, 조디 앨런 등이 제작에 참여하였다.

## 줄거리
1957년 코네티컷주교외에 사는 캐시 휘태커는 완벽한 아내이자 엄마이자 가정주부로 보인다. 그녀의 남편 프랭크는 마그나테크라는 텔레비전 광고 회사에서 임원으로 일하고 있다. 어느 날 저녁, 캐시는 지역 경찰로부터 프랭크가 붙잡혀 있다는 전화를 받는다. 그녀가 그를 데리러 가자, 그는 모두 오해라고 말하지만, 사실 그는 하트퍼드의 불법적인 게이 바 세계를 탐험하고 있었다. 이 모든 상황 속에서, 어느 날 캐시는 자기 마당에 낯선 흑인 남자가 걷는 것을 본다. 그는 돌아가신 정원사의 아들인 레이먼드 디건으로, 아버지의 일을 이어받아 관리하고 있었다.
프랭크는 종종 늦게까지 사무실에 머무른다. 어느 날 밤 그가 일하고 있다고 말하자, 캐시는 그에게 저녁을 가져다주기로 결심하고, 그가 남자와 열정적으로 키스하는 장면을 목격한다. 그는 젊은 시절 "문제"가 있었다고 고백하고 전환 치료를 받기로 동의한다. 그러나 그들의 관계는 틀어지고, 프랭크의 일은 잘 풀리지 않으며, 그는 점점 더 술에 의지하게 된다. 캐시는 지역 미술 전시회에서 레이먼드를 우연히 만나고, 구경꾼들의 당황스러운 시선 속에서 그에게 현대 회화에 대한 대화를 시작한다. 파티 후, 프랭크는 캐시와 사랑을 나누려 하지만 발기할 수 없었고, 그녀가 위로하려 하자 실수로 그녀를 때린다.
다음 날, 레이먼드는 캐시가 우는 것을 보고 그녀에게 함께 볼일을 보러 가자고 제안한다. 그녀는 동의하고, 그들은 흑인 동네에 있는 술집에 가게 되는데, 그곳에서 캐시는 유일한 백인이었다. 그들은 길거리에서 캐시의 수다스러운 지인에게 함께 있는 모습을 들키고, 그 여자는 즉시 스캔들을 퍼뜨리기 시작한다. 캐시가 딸의 발레 공연에 참석하자, 다른 여자아이들의 엄마들은 그녀를 외면한다. 프랭크도 캐시와 레이먼드에 대한 소문을 듣고, 자신의 분노에 대한 반응으로 캐시는 레이먼드와의 관계가 업무적인 것 외에는 없으며 소문을 잠재우기 위해 그를 해고했다고 부인한다. 그러고 나서 그녀는 레이먼드에게 그들의 우정이 "그럴듯하지 않다"며 더 이상 지속될 수 없다고 말한다.
캐시와 프랭크는 결혼 생활을 회복하기 위해 새해를 맞아 마이애미로 가지만, 호텔에서 프랭크는 젊은 남자를 만나 또 다른 동성애 관계를 갖는다. 그들이 없는 동안, 세 명의 백인 소년들이 레이먼드의 딸 사라를 괴롭히고 폭행하는데, 이는 부분적으로 그녀 아버지와 캐시의 소문난 관계 때문이었고, 소녀는 머리에 돌을 맞아 뇌진탕을 입는다.
프랭크는 무너져 내리며 눈물로 캐시에게 남자와 사랑에 빠져 이혼을 원한다고 말한다. 캐시가 사라에게 무슨 일이 있었는지 알게 되자, 레이먼드를 찾아간다. 레이먼드는 소문 때문에 사업이 망하고 아프리카계 미국인 이웃들이 창문에 돌을 던져서 2주 안에 볼티모어로 이사할 것이라고 말한다. 캐시가 레이먼드에게 혼자가 될 것이며 언젠가 그를 방문할 수 있는지 묻자, 그는 담담하지만 부드럽게 그녀를 거절하며, 자신은 교훈을 얻었고 딸을 위해 올바른 일을 해야 한다고 말한다.
캐시는 레이먼드를 배웅하기 위해 기차역에 나타나고, 기차가 역을 떠날 때 그들은 말없이 서로에게 손을 흔든다.

## 출연진
- 줄리앤 무어 - 캐슬린 캐시 휘터커 역
- 데니스 퀘이드 - 프랭크 휘터커 역
- 데니스 헤이즈버트 - 레이먼드 디건 역
- 퍼트리샤 클라크슨 - 엘리너 파인 역
- 바이올라 데이비스 - 시빌 역
- 제임스 레브혼 - 보먼 의사 역
- 실리아 웨스턴 - 모나 로더 역
- 마이클 개스턴 - 스탠 파인 역
- 바버라 개릭 - 도린 역
- 올리비아 버클런드 - 낸시 역
- 준 스퀴브 - 노부인 역

## 기타 제작진
- 공동 제작: 브래드퍼드 심프슨, 데클런 볼드윈
- 배역: 로라 로즌솔
- 미술: 마크 프리드버그
- 의상: 샌디 파월

## 사운드 트랙
이 음반의 총 재생 시간은 42분 53초이다.
1. "Autumn in Connecticut" – 3:08
2. "Mother Love" – 0:42
3. "Evening Rest" – 1:52
4. "Walking Through Town" – 1:49
5. "Proof" – 1:01
6. "The F Word" – 1:11
7. "Party" – 0:55
8. "Hit" – 2:42
9. "Crying" – 1:11
10. "Turning Point" – 4:46
11. "Cathy and Raymond Dance" – 2:02
12. "Disapproval" – 1:00
13. "Walk Away" – 2:34
14. "Orlando" – 0:56
15. "Back to Basics" – 1:47
16. "Stones" – 1:44
17. "Revelation and Decision" – 4:21
18. "Remembrance" – 1:56
19. "More Pain" – 4:04
20. "Transition" – 0:55
21. "Beginnings" – 2:17

## 우리말 녹음
KBS 성우진 (2003년 12월 21일)
- 서혜정 - 캐시 휘터커(줄리앤 무어)
- 이정구 - 프랭크 휘터커(데니스 퀘이드)
- 이봉준 - 레이먼드 디건(데니스 헤이즈버트)
- 유명숙
- 최문자
- 김은아
- 김희선
- 안용욱
- 이현주
- 고재균
- 임채헌

## 같이 보기
- 더글러스 서크